# Eckenbichelsee
Der Eckenbichelsee ist ein natürliches Stillgewässer in der oberbayerischen Gemeinde Obersöchering ohne nennenswerte Zu- oder Abflüsse. Wenige Meter östlich befindet sich der Quellweiher des Ramseer Bachs.
Die Lacke gehört zum FFH-Gebiet Moor- und Drumlinlandschaft zwischen Hohenkasten und Antdorf.